# Sail Mohamed

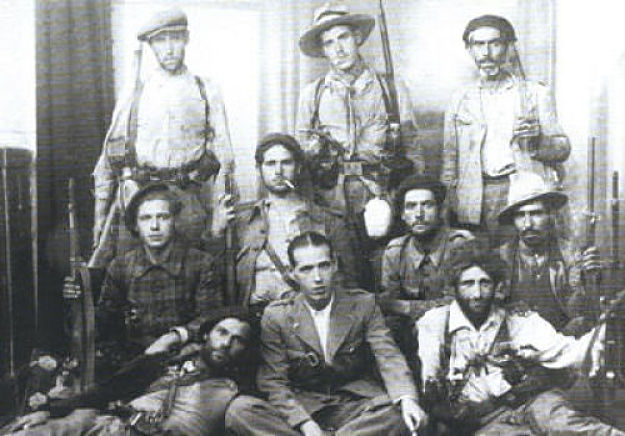
Milicianos de la columna Durruti. Sail Mohamed en el centro

Sail Mohamed Ameriane bien Amerzaine (Cabilia, 14 de octubre de 1894-abril de 1953) fue un anarquista argelino que luchó en la Guerra civil española dentro de la Centuria Sébastien Faure de la Columna Durruti y por la independencia argelina. El escritor francés Jacques Prévert le dedicó un poema.

## Biografía
De joven trabajó como chófer y mecánico y apenas fue a la escuela. 

## Primera Guerra Mundial
Durante la Primera Guerra Mundial sirvió en las Tropas Coloniales Francesas en Francia. Allí mostró simpatías por el movimiento libertario, lo que le valió ser acusado de insubordinación y después de insumisión. Una vez terminada la guerra se estableció en Aulnay-sous-Bois, donde trabajó como mecánico y militó en la Unión Anarquista. En 1923 fundó con su amigo Slimani Kiouane el Comité de défense des indigènes algériens, uno de los primeros movimientos de liberación nacional en África Septentrional francesa, y desde donde denunció la situación miserable de sus compatriotas. En 1929 también fundó el Comité de défense des Algériens contre les provocations du centenaire, para protestar contra la conmemoración de los cien años de la ocupación de Argelia por los franceses. Fue dirigente del sindicato anarquista Confederación General del Trabajo-Sindicalista Revolucionario (CGT-SR), donde creó una sección para los argelinos. En 1932 se convirtió en director de "Eveil social, el periódico del pueblo", donde escribió bajo los seudónimos de "Léger" y "Georges". y denunció los crímenes del estalinismo, lo que le enemistó con Socorro Rojo Internacional y con el Partido Comunista Francés. En 1934 fue detenido por posesión de armas y condenado a cuatro meses de prisión.

## Guerra civil española
Cuando estalló la Guerra civil española en julio de 1936, marchó allí a combatir en favor de la revolución social y en septiembre de 1936 se unió a la sección francesa de la Columna Durruti, pero en noviembre fue herido en combate y volvió a Francia a curarse de sus heridas. Aprovechó también para manifestarse contra la represión de los manifestantes de Túnez y por la prohibición de la Estrella Norteafricana en Francia de Messali Hadj. El 13 de noviembre de 1937 participó en el Congreso de la Unión Anarquista, donde expuso la situación de los anarquistas españoles. En diciembre de 1938 fue condenado a 18 meses de cárcel por provocación militar.
A comienzos de la Segunda Guerra Mundial fue detenido y confinado en un campo de concentración en Riom (Auvernia), de donde parece que escapó y trabajó en una fábrica de papel. Después de la Liberación reconstruyó su grupo anarquista en Aulnay-sous-Bois y escribió artículos en Le Libertaire sobre la situación argelina. En 1951 fue nombrado responsable de su sindicato en cuestiones norteafricanas.

## Homenaje
Sail no era un poeta pero un poeta, Jacques Prévert, le dedicó uno de sus versos: "Extraños extranjeros"/Sois de la ciudad/sois de su vida/incluso si malvivís/incluso al morir. Extranjero puesto que había nacido lejos de la capital, al norte de Argelia con el nombre de Mohand Amezian ben Ameziane Saïl. Mientras tanto, en la metrópoli el capitán Dreyfus era arrestado y después condenado; Nicolas II, Zar de Rusia, heredaba el poder; Tombuctú caía en manos de las tropas imperialistas francesas.

## Fallecimiento
Murió en abril de 1953. George Fontenis, pronunció un discurso en su honor, en nombre del movimiento anarquista, en su funeral el 30 de abril de 1953.